# AGM-69 SRAM
AGM-69 SRAM은 미국의 공대지 핵미사일이다.

## 역사
1964년 미국 전략 공군 사령부가 소요제기를 하였다. 1966년 보잉과 AGM-69A SRAM 개발 계약을 하였다. 1971년 대량생산이 시작되었으며, 1972년 8월 실전배치 되었다. B-52, FB-111A, B-1B 폭격기에 탑재되었으며, 1993년 후반 퇴역할 때까지는 B-1B 폭격기에 탑재되었다.

## 같이 보기
- Kh-15 - 러시아의 대응 공대지 핵미사일
- AGM-131 SRAM II